# Декомб-Севуа, Венсан
Венса́н Деко́мб-Севуа́ (фр. Vincent Descombe-Sevoie; род. 9 января 1984, в Шамони, Франция) — французский прыгун с трамплина, участник Олимпийских игр 2010 и 2018 годов, многократный чемпион Франции. Рекордсмен Франции по дальности полёта (230,5 м, 2016 год, Виккерсунн).
В Кубке мира Декомб-Севуа дебютировал в 2006 году, в марте 2007 года первый раз попал в десятку лучших на этапе Кубка мира. Всего на сегодняшний момент имеет 5 попаданий в десятку на этапах Кубка мира, все в командных соревнованиях. Лучшим результатом Декомб-Севуа в итоговом общем зачёте Кубка мира является 16-е место в сезоне 2016/17.
На Олимпиаде-2010 в Ванкувере стартовал в трёх дисциплинах: стал 9-м в команде, 28-м на нормальном трамплине и 21-м на большом трамплине.
За свою карьеру участвовал в шести чемпионатах мира, лучший результат — 5-е место в команде на нормальном трамплине на чемпионате 2013 года в Италии. Там же занял 14-е место на нормальном трамплине в личных соревнованиях.
Использовал лыжи производства фирмы Rossignol.
Завершил карьеру летом 2018 года.